# Učami
Učami (rusky Учами) je řeka v Krasnojarském kraji v Rusku. Je 466 km dlouhá. Povodí má rozlohu 21 000 km².

## Průběh toku
Teče přes Středosibiřskou vysočinu v hluboké dolině, přičemž vytváří peřeje a katarakty. Ústí zleva do Dolní Tunguzky (povodí Jeniseje. Hlavní přítoky jsou zprava Biramba, Vetete a zleva Tere.

## Vodní režim
Zdroj vody je sněhový a dešťový. Zamrzá v říjnu a rozmrzá v květnu.